# 特許庁 (大韓民国)
特許庁（とっきょちょう、Korean Intellectual Property Office）は、 大韓民国における工業所有権に関する事務、審査及び審判を行う、産業通商資源部傘下の国家行政機関である。

## 沿革
- 1949年5月23日 - 商工部の外局として特許局が設置される。
- 1961年12月 - 特許局設置法が制定される。
- 1977年3月12日 - 商工部の外庁として特許庁に改編される。
- 1979年3月 - 韓国が世界知的所有権機関に加入。
- 1980年5月 - 韓国が工業所有権の保護に関するパリ条約に加入。
- 1984年8月 - 韓国が特許協力条約に加入。
- 1987年5月 - 国際特許研修院が設置される（1999年1月廃止）。
- 1994年3月 - 発明振興法が制定される。
- 1998年 - 本庁舎をソウル特別市から大田広域市に移転。ソウルには支庁を設置。
- 1998年3月 - 特許審判院が設置される。
- 1999年1月 - 「特許ネット」システムがスタート。
- 2003年2月 - 韓国が商標法条約に加入。
- 2005年1月 - 国際知識財産研修院が設置される。
- 2006年1月 - 政府革新管理評価最優秀機関に選定される。

## 役割
特許と実用新案権、意匠権及び商標に関する事務と、これに対する審査、審判事務を遂行する。

## 所在地
- 大田広域市西区屯山洞920番地 政府大田庁舎4棟

## 組織

### 幹部
- 庁長
  - 代弁人
- 次長
  - 監査担当官
  - 審査品質担当官[1]

### 下部組織
- 運営支援課
- 企画調整官
- 産業財産政策局
- 産業財産保護協力局
- 情報顧客協力局
- 商標デザイン審査局
- 特許審査企画局
- 特許審査1局
- 特許審査2局
- 特許審査3局[1][2]

### 所属機関
- 特許審判院[1][3]

特許・実用新案・意匠及び商標に関する審判と、これらに関する事務を管掌する。
- 国際知識財産研修院[1]

公務員と企業等を対象に、知識財産教育を実施する。
- ソウル事務所[1]

工業所有権の出願・登録及び特許技術情報資料の提供などに関する業務を実施する。

### 傘下団体
- 韓国発明振興会
- 韓国特許情報院